# Olof August Danielsson

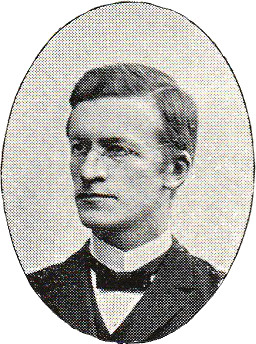
Olof August Danielsson

Olof August Danielsson (* 15. Oktober 1852 in Häradshammer; † 10. Juli 1933 in Uppsala) war ein schwedischer Altphilologe, Epigraphiker und führender Etruskologe seiner Zeit.

## Leben und Leistungen
Olof August Danielsson studierte von 1870 bis 1874 Klassische Philologie an der Universität Uppsala und beendete sein Studium zunächst als Artium Baccalaureus (filosofie kandidat). 1879 erfolgte die Promotion, danach wurde er Dozent für klassische Sprachen in Uppsala. 1883 wurde er Professor für Historische Linguistik, ab 1887 zudem für Gräzistik. Von 1891 bis 1917 war er Inhaber des Lehrstuhls für griechische Sprache und Literatur in Uppsala. Ab 1911 war er Mitglied der Kungliga Vitterhets Historie och Antikvitets Akademien und ab 1914 der Königlich Schwedischen Akademie der Wissenschaften sowie der Göttinger Akademie der Wissenschaften, ab 1924 zudem korrespondierendes Mitglied der Preußischen Akademie der Wissenschaften.
Danielsson veröffentlichte altgriechische und lydische Inschriften, befasste sich mit altgriechischer Grammatik und übersetzte sogar das altindische Mahabhashya. Besonders wichtig war jedoch seine Beschäftigung mit den italischen Sprachen wie dem Umbrischen, dem Oskischen und vor allem dem Etruskischen. Er brachte mehrere der ersten Bände des von Carl Pauli unter dem Dach der Preußischen Akademie der Wissenschaften initiierten Corpus Inscriptionum Etruscarum mit heraus und bearbeitete selbst mehrere. Danielsson war für die Erstellung so wichtig, dass nach seinem Tod 1933 die Bearbeitung zunächst eingestellt wurde und erst seit 1970 unter der Leitung des Consiglio Nazionale delle Ricerche fortgeführt wird.

## Schriften
- Studia grammatica 1879
- Die Einleitung des Mahabhashya übersetzt, 1883
- Über umbrisches und oskisches esuf, essuf, 1884
- Grammatische und etymologische Studien I, 1888
- Epigraphica, 1890
- Hesiodea, 1896
- Zu griechischen Inschriften, 1897
- Zur metrischen Dehnung im älteren griechischen Epos, 1897
- Zu den lydischen Inschriften, Akademiska Bokhandeln/Harrassowitz, Uppsala/Leipzig 1917
- Etruskische Inschriften in handschriftlicher Überlieferung, Uppsala/Leipzig 1928